# Demethylering
Demethylering is de organische reactie waarbij een methylgroep (CH3) van een molecule wordt afgesplitst.
Een gebruikelijke manier van demethylering is het vervangen van de  methylgroep door een waterstofatoom, waarbij een koolstof- en twee waterstofatomen worden afgeplitst.

## In de biochemie
In biochemische systemen wordt demethylering vaak gekatalyseerd door een enzym zoals een van de  cytochroom P450-familie (CYP) van leverenzymen en door aromatische peroxygenasen van schimmels zoals Agrocybe aegerita-peroxygenase.

## Voorbeeld
De Krapcho-decarboxylering is een voorbeeld van een demethylering van een ester, gevolgd door een decarboxylering: